# Nørrebros Runddel station
Nørrebros Runddel station är en tunnelbanestation i stadsdelen Nørrebro i Köpenhamn. Den ligger på Cityringen (M3) på Köpenhamns metro och  invigdes 29 september 2019.
Stationen ligger i ett hörn av  Assistens Kirkegård som har omvandlats till en park. Dess väggar är klädda med ljusgult handslaget tegel.